# Dean Fleischer Camp
Dean Fleischer Camp (28 febbraio 1982) è un regista, sceneggiatore, produttore cinematografico e montatore statunitense.

## Biografia
È nato e cresciuto nella contea di Henrico, in Virginia, dove si è diplomato alla Douglas S. Freeman High School per poi laurearsi alla Tisch School of the Arts della New York University.
Ha diretto tra il 2010 ed il 2014 la trilogia di cortometraggi Marcel the Shell with Shoes On insieme all'attrice Jenny Slate, con cui è stato sposato dal settembre 2012 fino al divorzio nel maggio 2016. Nel 2021 ha diretto e interpretato il film d'animazione Marcel the Shell; co-sceneggiato insieme a Jenny Slate e Nick Paley, il film è valso ai tre una candidatura all'Oscar per il miglior film d'animazione.
Ha diretto, dopo l'annuncio avvenuto nel luglio del 2002, il remake live action del classico Disney del 2002 Lilo e Stitch per la Disney, distribuito nelle sale nel 2025.

## Filmografia

### Regista

#### Lungometraggi
- Fraud (2016)
- Marcel the Shell (Marcel the Shell with Shoes On) (2021)
- Lilo & Stitch (2025)

#### Cortometraggi
- Fashion Kills! (2009)
- Marcel the Shell with Shoes On (2010)
- Marcel the Shell with Shoes On, Two (2011)
- Smile (2012)
- We Do Not Belong (2014)
- Marcel the Shell with Shoes On, Three (2014)
- Hospital Head Doctor (2016)

### Sceneggiatore

#### Lungometraggi
- Marcel the Shell (Marcel the Shell with Shoes On), regia di Dean Fleischer Camp (2021)

#### Cortometraggi
- Marcel the Shell with Shoes On, regia di Dean Fleischer Camp (2010)
- Marcel the Shell with Shoes On, Two, regia di Dean Fleischer Camp (2011)
- We Do Not Belong, regia di Dean Fleischer Camp (2014)
- Marcel the Shell with Shoes On, Three, regia di Dean Fleischer Camp (2014)
- Hospital Head Doctor, regia di Dean Fleischer Camp (2016)

### Produttore

#### Lungometraggi
- Marcel the Shell (Marcel the Shell with Shoes On), regia di Dean Fleischer Camp (2021)

#### Cortometraggi
- Marcel the Shell with Shoes On, regia di Dean Fleischer Camp (2010)
- Marcel the Shell with Shoes On, Two, regia di Dean Fleischer Camp (2011)
- Smile, regia di Dean Fleischer Camp (2012)
- Marcel the Shell with Shoes On, Three, regia di Dean Fleischer Camp (2014)

## Riconoscimenti
- Premio Oscar[11]
  - 2023 – Candidatura al miglior film d'animazione per Marcel the Shell
- BAFTA[12]
  - 2023 – Candidatura al miglior film d'animazione per Marcel the Shell
- Critics' Choice Awards[13]
  - 2023 – Candidatura al miglior film d'animazione per Marcel the Shell
- Golden Globe[14]
  - 2023 – Candidatura al miglior film d'animazione per Marcel the Shell
- Saturn Award[15]
  - 2022 – Miglior film d'animazione per Marcel the Shell
- Satellite Award
  - 2023 – Miglior film d'animazione per Marcel the Shell
- St. Louis Film Critics Association
  - 2022 – Miglior film d'animazione per Marcel the Shell
  - 2022 – Candidato alla Migliore Scena per Marcel the Shell
- Dallas-Fort Worth Film Critics Association
  - 2022 – Candidato al Miglior film d'animazione per Marcel the Shell
- New York Film Critics Circle Awards
  - 2022 – Miglior film d'animazione per Marcel the Shell
- Chicago Film Critics Association Awards
  - 2022 – Candidato al Miglior film d'animazione per Marcel the Shell
- Los Angeles Film Critics Association Awards
  - 2022 – 2º classificato al Miglior film d'animazione per Marcel the Shell
- Festa del Cinema di Roma
  - 2022 – In concorso con Marcel the Shell
- National Board of Review
  - 2022 – Miglior film d'animazione per Marcel the Shell